# Europese kampioenschappen schaatsen 2017
De Europese kampioenschappen schaatsen 2017 voor mannen en vrouwen vonden van 6 tot en met 8 januari plaats op de ijsbaan Thialf in Heerenveen, Nederland.
De titelhouder bij de vrouwen was Martina Sáblíková en bij de mannen Sven Kramer; het waren de 42e en 114e titelstrijd respectievelijk. Voor het eerst werd er ook een EK sprinttoernooi gereden naast het allroundtoernooi. Ook vond voor het eerst plaatsing voor de Europese kampioenschappen plaats via de eerste vier wedstrijden voor de wereldbeker schaatsen 2016/2017 en niet langer uitsluitend gebaseerd op de prestaties van het voorgaande jaar.
Oorspronkelijk was dit EK toegewezen aan Polen, waarbij in eerste instantie Tor Cos in Zakopane in aanmerking zou komen en later Tor Stegny in Warschau, het zou de eerste keer zijn geworden dat het EK schaatsen in Polen plaats had gevonden. Vanwege organisatorische problemen werd de organisatie van het EK echter teruggegeven waarna ISU en KNSB Heerenveen als nieuwe organiserende plaats overeenkwamen.

## Programma
| Datum     | Tijd   | EK Allround                                          | EK Sprint                                                       |
| --------- | ------ | ---------------------------------------------------- | --------------------------------------------------------------- |
| 6 januari | 18.30u | 500m vrouwen 3000m vrouwen                           | 1e 500m mannen 1e 1000m mannen                                  |
| 7 januari | 11.00u | 1500m vrouwen 500m mannen 5000m vrouwen 5000m mannen | 2e 500m mannen 1e 500m vrouwen 1e 1000m vrouwen 2e 1000m mannen |
| 8 januari | 13.30u | 1500m mannen 10.000m mannen                          | 2e 500m vrouwen 2e 1000m vrouwen                                |

## Eindpodia
| Kampioenschap    | Goud                       | Zilver                     | Brons                        |
| Mannen allround  | Sven Kramer Nederland      | Jan Blokhuijsen Nederland  | Bart Swings België           |
| Vrouwen allround | Ireen Wüst Nederland       | Martina Sáblíková Tsjechië | Antoinette de Jong Nederland |
| Mannen sprint    | Kai Verbij Nederland       | Kjeld Nuis Nederland       | Nico Ihle Duitsland          |
| Vrouwen sprint   | Karolína Erbanová Tsjechië | Jorien ter Mors Nederland  | Olga Fatkoelina Rusland      |

## Mannen allround

### Startplaatsen/kwalificatie
Een deel van de startplaatsen per land (met een maximum van twee) werd reeds vergeven op de EK van 2016 in Minsk. Een ander deel van de startplaatsen (met een maximum van drie per land) kan worden verdiend op de eerste vier wedstrijden van de wereldbeker schaatsen 2016/2017 in november en december op basis van de snelste verreden 1500 en 5000 of 10.000 meters.
Nederland, Noorwegen, Polen en Rusland hadden reeds twee plaatsen; België, Italië, Letland en Wit-Rusland een. Er zijn maximaal 24 deelnemers. Italië, Nederland, Noorwegen en Rusland veroverden in de wereldbeker het maximum van drie plaatsen; Polen bleef op twee steken; Denemarken, Frankrijk, Hongarije, Oostenrijk, Tsjechië, Zweden en Zwitserland wonnen één startplek.

### Afstandspodia
| Afstand | 1e               | 2e              | 3e                    |
| ------- | ---------------- | --------------- | --------------------- |
| 500m    | Sindre Henriksen | Jan Blokhuijsen | Denis Joeskov         |
| 5000m   | Sven Kramer      | Jan Blokhuijsen | Sverre Lunde Pedersen |
| 1500m   | Denis Joeskov    | Sven Kramer     | Sindre Henriksen      |
| 10.000m | Sven Kramer      | Jan Blokhuijsen | Bart Swings           |

### Eindklassement
| Rang   | Schaatser              | Land        | 500m       | 5000m        | 1500m        | 10.000m      | Punten  |
| ------ | ---------------------- | ----------- | ---------- | ------------ | ------------ | ------------ | ------- |
| Goud   | Sven Kramer            | Nederland   | 36,81 (8)  | 6.10,58 (1)  | 1.46,55 (2)  | 13.06,30 (1) | 148,699 |
| Zilver | Jan Blokhuijsen        | Nederland   | 36,43 (2)  | 6.16,86 (2)  | 1.48,31 (7)  | 13.11,95 (2) | 149,816 |
| Brons  | Bart Swings            | België      | 37,33 (15) | 6.21,80 (5)  | 1.48,02 (5)  | 13.15,54 (3) | 151,293 |
| 4      | Sverre Lunde Pedersen  | Noorwegen   | 36,75 (5)  | 6.20,17 (3)  | 1.48,14 (6)  | 13.42,81 (6) | 151,933 |
| 5      | Douwe de Vries         | Nederland   | 37,46 (16) | 6.23,00 (6)  | 1.48,75 (11) | 13.24,84 (4) | 152,251 |
| 6      | Andrea Giovannini      | Italië      | 36,95 (10) | 6.21,78 (4)  | 1.49,82 (14) | 13.41,37 (5) | 152,802 |
| 7      | Denis Joeskov          | Rusland     | 36,44 (3)  | 6.26,89 (8)  | 1.46,54 (1)  | 14.04,07 (8) | 152,845 |
| 8      | Sindre Henriksen       | Noorwegen   | 36,30 (1)  | 6.35,76 (15) | 1.47,82 (3)  | 13.52,95 (7) | 153,463 |
| NC9    | Nicola Tumolero        | Italië      | 37,19 (13) | 6.29,78 (10) | 1.48,46 (9)  |              | 112,321 |
| NC10   | Konrad Niedźwiedzki    | Polen       | 36,50 (4)  | 6.42,89 (19) | 1.47,83 (4)  |              | 112,732 |
| NC11   | Simen Spieler Nilsen   | Noorwegen   | 36,55 (5)  | 6.35,15 (14) | 1.50,06 (16) |              | 112,751 |
| NC12   | Nils van der Poel      | Zweden      | 37,87 (17) | 6.24,57 (7)  | 1.49,83 (15) |              | 112,937 |
| NC13   | Danil Sinitsyn         | Rusland     | 37,11 (12) | 6.33,02 (12) | 1.49,61 (13) |              | 112,948 |
| NC14   | Sergej Trofimov        | Rusland     | 36,91 (9)  | 6.39,71 (17) | 1.48,34 (8)  |              | 112,994 |
| NC15   | Jan Szymański          | Polen       | 36,75 (7)  | 6.43,81 (20) | 1.48,47 (10) |              | 113,287 |
| NC16   | Vitalij Michajlov      | Wit-Rusland | 37,24 (14) | 6.32,51 (11) | 1.50,69 (17) |              | 113,387 |
| NC17   | Davide Ghiotto         | Italië      | 38,94 (20) | 6.28,13 (9)  | 1.53,72 (19) |              | 115,659 |
| NC18   | Sebastian Druszkiewicz | Tsjechië    | 38,93 (19) | 6.33,73 (13) | 1.52,14 (18) |              | 115,683 |
| NC19   | Konrád Nagy            | Hongarije   | 37,04 (11) | 7.04,02 (21) | 1.49,54 (12) |              | 115,955 |
| NC20   | Viktor-Hald Thorup     | Denemarken  | 39,06 (22) | 6.36,90 (16) | 1.54,77 (20) |              | 117,006 |
| NC21   | Martin Hänggi          | Zwitserland | 38,97 (21) | 6.42,25 (18) | 1.56,08 (21) |              | 117,888 |
| NC22   | Linus Heidegger        | Oostenrijk  | 37,88 (18) | DQ           | -            |              | -       |

## Vrouwen allround

### Startplaatsen/kwalificatie
Een deel van de startplaatsen per land (met een maximum van twee) werd reeds vergeven op de EK van 2016 in Minsk. Een ander deel van de startplaatsen (met een maximum van drie per land) kan worden verdiend op de eerste vier wedstrijden van de wereldbeker schaatsen 2016/2017 in november en december op basis van de snelste verreden 1500 en 3000 of 5000 meters.
Nederland, Polen en Rusland hadden reeds twee plaatsen; Italië, Noorwegen, Tsjechië en Wit-Rusland een. Er zijn maximaal 20 deelneemsters. Nederland, Noorwegen, Polen en Rusland veroverden in de wereldbeker het maximum van drie plaatsen; Tsjechië won er twee; België, Denemarken, Duitsland en Estland wonnen één startplek.

### Afstandpodia
| Afstand | 1e                | 2e                 | 3e                 |
| ------- | ----------------- | ------------------ | ------------------ |
| 500m    | Ireen Wüst        | Antoinette de Jong | Natalia Czerwonka  |
| 3000m   | Ireen Wüst        | Martina Sáblíková  | Antoinette de Jong |
| 1500m   | Ireen Wüst        | Antoinette de Jong | Martina Sáblíková  |
| 5000m   | Martina Sáblíková | Ireen Wüst         | Yvonne Nauta       |

### Eindklassement
| Rang   | Schaatsster              | Land       | 500m       | 3000m         | 1500m        | 5000m       | Punten  |
| ------ | ------------------------ | ---------- | ---------- | ------------- | ------------ | ----------- | ------- |
| Goud   | Ireen Wüst               | Nederland  | 39,26 (1)  | 4.03,93 (1)   | 1.56,57 (1)  | 7.03,54 (2) | 161,125 |
| Zilver | Martina Sáblíková        | Tsjechië   | 40,18 (5)  | 4.04,73 (2)   | 1.58,72 (3)  | 6.57,47 (1) | 162,288 |
| Brons  | Antoinette de Jong       | Nederland  | 39,56 (2)  | 4.05,44 (3)   | 1.58,34 (2)  | 7.07,33 (4) | 162,645 |
| 4      | Yvonne Nauta             | Nederland  | 40,82 (13) | 4.07,32 (5)   | 1.59,06 (4)  | 7.05,41 (3) | 164,267 |
| 5      | Olga Graf                | Rusland    | 40,31 (7)  | 4.08,96 (6)   | 1.59,23 (6)  | 7.11,98 (5) | 164,732 |
| 6      | Claudia Pechstein        | Duitsland  | 40,59 (9)  | 4.10,02 (7)   | 2.00,56 (9)  | 7.12,18 (6) | 165,664 |
| 7      | Natalia Czerwonka        | Polen      | 39,85 (3)  | 4.12,66 (8)   | 1.59,17 (5)  | 7.23,87 (7) | 166,070 |
| 8      | Ida Njåtun               | Noorwegen  | 39,98 (4)  | 4.13,70 (10)  | 1.59,77 (7)  | 7.27,47 (8) | 166,933 |
| NC9    | Nikola Zdráhalová        | Tsjechië   | 40,26 (6)  | 4.15,86 (12)  | 2.02,06 (11) |             | 123,589 |
| NC10   | Katarzyna Woźniak        | Polen      | 41,12 (14) | 4.14,31 (11)  | 2.01,07 (10) |             | 123,861 |
| NC11   | Katarzyna Bachleda-Curuś | Polen      | 40,80 (11) | 4.17,56 (13)  | 2.00,44 (8)  |             | 123,872 |
| NC12   | Francesca Lollobrigida   | Italië     | 40,77 (10) | 4.18,44 (14)  | 2.03,12 (12) |             | 124,883 |
| NC13   | Jelena Peeters           | België     | 41,79 (16) | 4.13,28 (9)   | 2.03,26 (13) |             | 125,089 |
| NC14   | Sofie Karoline Haugen    | Noorwegen  | 40,57 (8)  | 4.21,74 (16)  | 2.03,94 (14) |             | 125,505 |
| NC15   | Ellen Bjertnes           | Noorwegen  | 40,81 (12) | 4.29,14 (18)  | 2.06,91 (15) |             | 127,969 |
| NC16   | Saskia Alusalu           | Estland    | 42,42 (18) | 4.20,03 (15)  | 2.07,51 (16) |             | 128,261 |
| NC17   | Anna Joerakova           | Rusland    | 41,48 (15) | 4.06,50 (4)   | DQ           |             | -       |
| NC18   | Elena Møller-Rigas       | Denemarken | 41,98 (17) | 4.38,15 (19)  | -            |             | -       |
| NC19   | Viola Feichtner          | Oostenrijk | 43,92 (19) | 4.27, 94 (17) | -            |             | -       |

## Mannen sprint

### Startplaatsen/kwalificatie
Een deel van de startplaatsen per land (met een maximum van twee) werd reeds vergeven op de WK sprint 2016 in Seoel. Een ander deel van de startplaatsen (met een maximum van drie per land) kan worden verdiend op de eerste vier wedstrijden van de wereldbeker schaatsen 2016/2017 in november en december op basis van de snelste verreden 500 en 1000 meters.
Finland, Nederland en Rusland hadden reeds twee plaatsen; Duitsland, Italië, Noorwegen en Polen een. Er zijn maximaal 24 deelnemers. Finland, Nederland, Polen en Rusland veroverden in de wereldbeker het maximum van drie plaatsen; Duitsland, Italië en Noorwegen wonnen er twee; België, Estland, Hongarije, Wit-Rusland, Zweden, Zwitserland wonnen één startplek.

### Afstandpodia
| Afstand | 1e            | 2e                | 3e               |
| ------- | ------------- | ----------------- | ---------------- |
| 500m    | Ronald Mulder | Roeslan Moerasjov | Nico Ihle        |
| 1000m   | Kjeld Nuis    | Kai Verbij        | Håvard Lorentzen |
| 500m    | Ronald Mulder | Kai Verbij        | Aleksej Jesin    |
| 1000m   | Kjeld Nuis    | Nico Ihle         | Kai Verbij       |

### Eindklassement
| Rang   | Schaatser                   | Land        | 500m       | 1000m        | 500m       | 1000m        | Punten  |
| ------ | --------------------------- | ----------- | ---------- | ------------ | ---------- | ------------ | ------- |
| Goud   | Kai Verbij                  | Nederland   | 34,98 (4)  | 1.09,01 (2)  | 35,12 (2)  | 1.09,25 (3)  | 139,230 |
| Zilver | Kjeld Nuis                  | Nederland   | 35,49 (9)  | 1.08,77 (1)  | 35,40 (7)  | 1.08,85 (1)  | 139,700 |
| Brons  | Nico Ihle                   | Duitsland   | 34,95 (3)  | 1.09,45 (4)  | 35,51 (8)  | 1.09,20 (2)  | 139,785 |
| 4      | Aleksej Jesin               | Rusland     | 35,28 (7)  | 1.09,48 (5)  | 35,20 (3)  | 1,09,34 (4)  | 139,890 |
| 5      | Håvard Holmefjord Lorentzen | Noorwegen   | 35,16 (6)  | 1.09,23 (3)  | 35,38 (6)  | 1.09,77 (6)  | 140,040 |
| 6      | Mika Poutala                | Finland     | 35,10 (5)  | 1.10,51 (9)  | 35,27 (4)  | 1.09,45 (5)  | 140,350 |
| 7      | Ronald Mulder               | Nederland   | 34,87 (1)  | 1.10,46 (8)  | 35,08 (1)  | 1.10,38 (8)  | 140,370 |
| 8      | Piotr Michalski             | Polen       | 35,41 (8)  | 1.10,34 (7)  | 35,54 (9)  | 1.10,93 (9)  | 141,585 |
| 9      | Espen Aarnes Hvammen        | Noorwegen   | 35,54 (10) | 1.10,78 (10) | 35,30 (5)  | 1.11.00 (10) | 141,730 |
| 10     | Sebastian Kłosiński         | Polen       | 35,93 (17) | 1.10,23 (6)  | 35,76 (12) | 1.09,85 (7)  | 141,730 |
| 11     | Pekka Koskela               | Finland     | 35,58 (11) | 1.11,50 (15) | 35,65 (10) | 1.11,31 (11) | 142,640 |
| 12     | Artur Nogal                 | Polen       | 35,60 (12) | 1.11,43 (14) | 35,70 (11) | 1.11,38 (12) | 142,705 |
| 13     | Michail Kazelin             | Rusland     | 35,86 (15) | 1.10,91 (11) | 36,03 (15) | 1.12,05 (16) | 143,370 |
| 14     | Ihnat Halavatsjoek          | Wit-Rusland | 35,77 (14) | 1.11,82 (16) | 36,19 (17) | 1.11,66 (13) | 143,700 |
| 15     | Denny Ihle                  | Duitsland   | 35,89 (16) | 1.12,35 (17) | 35,89 (14) | 1.11,83 (15) | 143,870 |
| 16     | Marten Liiv                 | Estland     | 36,44 (20) | 1.11,14 (12) | 36,43 (18) | 1.11,67 (14) | 144,275 |
| 17     | Luca Zanghellini            | Italië      | 36,08 (18) | 1.12,62 (18) | 35,79 (13) | 1.12,37 (17) | 144,365 |
| 18     | Mirko Giacomo Nenzi         | Italië      | 35,66 (13) | 1.13,61 (19) | 36,09 (16) | 1.13,22 (18) | 145,165 |
| 19     | Samuli Suomalainen          | Finland     | 36,71 (22) | 1.14,09 (21) | 36,89 (21) | 1.14,46 (19) | 147,875 |
| NC20   | David Andersson             | Zweden      | 36,15 (19) | 1.11,41 (13) | 36,50 (20) | -            | -       |
| NC21   | Mathias Vosté               | België      | 36,53 (21) | 1.13,83 (20) | 36,48 (19) | -            | -       |
| NC22   | Roeslan Moerasjov           | Rusland     | 34,88 (2)  | -            | -          | -            | -       |

## Vrouwen sprint

### Startplaatsen/kwalificatie
Een deel van de startplaatsen per land (met een maximum van twee) werd reeds vergeven op de WK sprint 2016 in Seoel. Een ander deel van de startplaatsen (met een maximum van drie per land) kan worden verdiend op de eerste vier wedstrijden van de wereldbeker schaatsen 2016/2017 in november en december op basis van de snelste verreden 500 en 1000 meters.
Nederland en Rusland hadden reeds twee plaatsen; Duitsland, Oostenrijk, Noorwegen, Tsjechië een. Er zijn maximaal 20 deelneemsters. Nederland, Noorwegen en Rusland veroverden in de wereldbeker het maximum van drie plaatsen; Italië, Polen en Tsjechië wonnen er twee; Duitsland, Finland, Oostenrijk, Roemenië, Wit-Rusland wonnen één startplek.

### Afstandpodia
| Afstand | 1e              | 2e                | 3e              |
| ------- | --------------- | ----------------- | --------------- |
| 500m    | Olga Fatkoelina | Karolína Erbanová | Marrit Leenstra |
| 1000m   | Jorien ter Mors | Karolína Erbanová | Marrit Leenstra |
| 500m    | Olga Fatkoelina | Karolína Erbanová | Jorien ter Mors |
| 1000m   | Jorien ter Mors | Karolína Erbanová | Marrit Leenstra |

### Eindklassement
| Rang   | Schaatsster            | Land        | 500m       | 1000m        | 500m       | 1000m        | Punten  |
| ------ | ---------------------- | ----------- | ---------- | ------------ | ---------- | ------------ | ------- |
| Goud   | Karolína Erbanová      | Tsjechië    | 38,23 (2)  | 1.15,69 (2)  | 38,19 (2)  | 1.15,83 (2)  | 152,180 |
| Zilver | Jorien ter Mors        | Nederland   | 38,75 (4)  | 1.15,58 (1)  | 38,29 (3)  | 1.14,88 (1)  | 152,270 |
| Brons  | Olga Fatkoelina        | Rusland     | 38,16 (1)  | 1.16,15 (4)  | 38,07 (1)  | 1.16,46 (4)  | 152,535 |
| 4      | Marrit Leenstra        | Nederland   | 38,55 (3)  | 1.15,95 (3)  | 38,88 (7)  | 1.16,35 (3)  | 153,580 |
| 5      | Hege Bøkko             | Noorwegen   | 38,81 (5)  | 1.17,06 (8)  | 38,78 (5)  | 1.16,95 (6)  | 154,595 |
| 6      | Jekaterina Sjichova    | Rusland     | 38,95 (7)  | 1.16,37 (6)  | 38,91 (8)  | 1.17,22 (7)  | 154,655 |
| 7      | Sanneke de Neeling     | Nederland   | 39,14 (10) | 1.16,87 (7)  | 38,77 (4)  | 1.16,74 (5)  | 154,715 |
| 8      | Vanessa Herzog         | Oostenrijk  | 38,97 (8)  | 1.18,51 (8)  | 38,82 (6)  | 1.18,17 (9)  | 156,130 |
| 9      | Gabriele Hirschbichler | Duitsland   | 38,93 (6)  | 1.18,22 (10) | 39,38 (10) | 1.18,80 (10) | 156,820 |
| 10     | Martine Ripsrud        | Noorwegen   | 39,39 (11) | 1.20,01 (14) | 39,27 (9)  | 1.19,87 (12) | 158,600 |
| 11     | Roxanne Dufter         | Duitsland   | 40,75 (16) | 1.18,08 (9)  | 40,34 (13) | 1.18,01 (8)  | 159,135 |
| 12     | Francesca Bettrone     | Italië      | 40,69 (15) | 1.19,75 (13) | 40,34 (13) | 1.19,72 (11) | 160,765 |
| 13     | Tatjana Michajlova     | Wit-Rusland | 40,53 (14) | 1.19,72 (12) | 40,35 (15) | 1.20,70 (13) | 161,090 |
| 14     | Kaja Ziomek            | Polen       | 40,05 (13) | 1.21,05 (16) | 40,09 (12) | 1.21,04 (14) | 161,170 |
| 15     | Andżelika Wójcik       | Polen       | 40,82 (17) | 1.20,89 (15) | 40,67 (16) | 1.21,27 (15) | 162,570 |
| 16     | Elina Risku            | Finland     | 39,86 (12) | 1.23,20 (17) | 39,98 (11) | 1.22,82 (16) | 162,850 |
| 17     | Jekaterina Lobysjeva   | Rusland     | 39,11 (9)  | 1.16,27 (5)  | -          | -            | -       |